# بول بلارت: شرطي المجمع التجاري
بول بلارت: شرطي المجمع التجاري (بالإنجليزية: Paul Blart: Mall Cop) هو فيلم حركة تم إنتاجه في الولايات المتحدة وصدر في سنة 2009. الفيلم من كتابة كيفن جيمس.

## طاقم التمثيل
- كيفن جيمس
- جيما ميس

## الميزانية والإيرادات
بلغت تكلفة إنتاج الفيلم حوالي 26 مليون دولار بينما حقق أرباحا تقدر بـ 183,293,131 دولار.

## وصلات خارجية
- بول بلارت: شرطي المجمع التجاري على موقع IMDb (الإنجليزية)
- بول بلارت: شرطي المجمع التجاري على موقع ميتاكريتيك (الإنجليزية)
- بول بلارت: شرطي المجمع التجاري على موقع روتن توميتوز (الإنجليزية)
- بول بلارت: شرطي المجمع التجاري على موقع نتفليكس (الإنجليزية)
- بول بلارت: شرطي المجمع التجاري على موقع قاعدة بيانات الأفلام العربية
- بول بلارت: شرطي المجمع التجاري على موقع ألو سيني (الفرنسية)
- بول بلارت: شرطي المجمع التجاري على موقع Turner Classic Movies (الإنجليزية)
- بول بلارت: شرطي المجمع التجاري على موقع أول موفي (الإنجليزية)
- بول بلارت: شرطي المجمع التجاري على موقع بوكس أوفيس موجو (الإنجليزية)
- بول بلارت: شرطي المجمع التجاري على موقع فيلمافينيتي (الإسبانية)

1. ↑  "معلومات عن بول بلارت: شرطي المجمع التجاري على موقع edb.co.il". edb.co.il. مؤرشف من الأصل في 30 أغسطس 2014. اطلع عليه بتاريخ أغسطس 2020. {{استشهاد ويب}}: تحقق من التاريخ في: |تاريخ الوصول= (مساعدة)
2. ↑  "معلومات عن بول بلارت: شرطي المجمع التجاري على موقع allcinema.net". allcinema.net. مؤرشف من الأصل في 2017-10-12.
3. ↑  "معلومات عن بول بلارت: شرطي المجمع التجاري على موقع tcm.turner.com". tcm.turner.com. مؤرشف من الأصل في 2019-12-14.